# Ronde van Spanje 2008/Tweede etappe
De tweede etappe van de Ronde van Spanje 2008 werd verreden op 31 augustus 2008 over een afstand van 167.3 kilometer van Granada naar Jaén. De renners kunnen deze rit al snel een beklimming van de derde categorie verwachtten, ook bij de finish in Jaén loopt de weg behoorlijk op.

## Uitslag
| rang | renner             | land      | ploeg                 | tijd       |
| ---- | ------------------ | --------- | --------------------- | ---------- |
| 1    | Alejandro Valverde | Spanje    | Caisse d'Epargne      | 4u 23' 00" |
| 2    | Davide Rebellin    | Italië    | Gerolsteiner          | op 2"      |
| 3    | Alessandro Ballan  | Italië    | Lampre                | z.t.       |
| 4    | Greg Van Avermaet  | België    | Silence-Lotto         | z.t.       |
| 5    | Filippo Pozzato    | Italië    | Liquigas              | z.t.       |
| 6    | Rinaldo Nocentini  | Italië    | AG2R-La Mondiale      | z.t.       |
| 7    | Erik Zabel         | Duitsland | Team Milram           | z.t.       |
| 8    | Paolo Bettini      | Italië    | Quick-Step            | z.t.       |
| 9    | Philippe Gilbert   | België    | La Française des Jeux | z.t.       |
| 10   | Xavier Florencio   | Spanje    | Bouygues Télécom      | z.t.       |

## Algemeen klassement
| rang | renner             | land     | ploeg             | tijd       |
| ---- | ------------------ | -------- | ----------------- | ---------- |
|      | Alejandro Valverde | Spanje   | Caisse d'Epargne  | 4u 31' 10" |
| 2    | Filippo Pozzato    | Italië   | Liquigas          | op 13"     |
| 3    | Paolo Bettini      | Italië   | Quick-Step        | z.t.       |
| 4    | Egoi Martínez      | Spanje   | Euskaltel-Euskadi | op 15"     |
| 5    | Iñigo Landaluze    | Spanje   | Euskaltel-Euskadi | z.t.       |
| 6    | Davide Rebellin    | Italië   | Gerolsteiner      | op 19"     |
| 7    | Mauricio Ardila    | Colombia | Rabobank          | op 20"     |
| 8    | Igor Antón         | Spanje   | Euskaltel-Euskadi | op 21"     |
| 9    | Rubén Pérez        | Spanje   | Euskaltel-Euskadi | op 21"     |
| 10   | Mikel Astarloza    | Spanje   | Euskaltel-Euskadi | op 21"     |

## Nevenklassementen

### Puntenklassement
| rang | renner             | land   | ploeg            | punten |
| ---- | ------------------ | ------ | ---------------- | ------ |
|      | Alejandro Valverde | Spanje | Caisse d'Epargne | 25     |
| 2    | Davide Rebellin    | Italië | Gerolsteiner     | 20     |
| 3    | Alessandro Ballan  | Italië | Lampre           | 16     |

### Bergklassement
| rang | renner           | land      | ploeg                  | punten |
| ---- | ---------------- | --------- | ---------------------- | ------ |
|      | Jesús Rosendo    | Spanje    | Andalucía-Cajasur      | 6      |
| 2    | Cyril Lemoine    | Frankrijk | Crédit Agricole        | 4      |
| 3    | Michail Ignatiev | Rusland   | Tinkoff Credit Systems | 2      |

### Combinatieklassement
| rang | renner           | land    | ploeg                  | punten |
| ---- | ---------------- | ------- | ---------------------- | ------ |
|      | Egoi Martínez    | Spanje  | Euskaltel-Euskadi      | 20     |
| 2    | Jesús Rosendo    | Spanje  | Andalucía-Cajasur      | 177    |
| 3    | Michail Ignatiev | Rusland | Tinkoff Credit Systems | 193    |

### Ploegenklassement
| rang | ploeg             | land   | tijd        |
| ---- | ----------------- | ------ | ----------- |
|      | Caisse d'Epargne  | Spanje | 13u 17' 34" |
| 2    | Euskaltel-Euskadi | Spanje | op 1"       |
| 3    | Quick-Step        | België | op 3"       |

1e etappe ·
2e etappe ·
3e etappe ·
4e etappe ·
5e etappe ·
6e etappe ·
7e etappe ·
8e etappe ·
9e etappe ·
10e etappe ·
11e etappe ·
12e etappe ·
13e etappe ·
14e etappe ·
15e etappe ·
16e etappe ·
17e etappe ·
18e etappe ·
19e etappe ·
20e etappe ·
21e etappe

Startlijst · Eindstanden · Afbeeldingen
 winnaars · rode trui · 
 puntenklassement · 
 bergklassement · 
 combinatieklassement · 
 jongerenklassement · 
 ploegenklassement · 
 strijdlust

 Belgische leiderstruidragers · etappewinnaars

 Nederlandse leiderstruidragers · etappewinnaars
1935 · 1936 · 1937 · 1938 · 1939 · 1940 · 1941 · 1942 · 1943 · 1944 · 1945 · 1946 · 1947 · 1948 · 1949 · 1950 · 1951 · 1952 · 1953 · 1954 · 1955 · 1956 · 1957 · 1958 · 1959 · 1960 · 1961 · 1962 · 1963 · 1964 · 1965 · 1966 · 1967 · 1968 · 1969 · 1970 · 1971 · 1972 · 1973 · 1974 · 1975 · 1976 · 1977 · 1978 · 1979 · 1980 · 1981 · 1982 · 1983 · 1984 · 1985 · 1986 · 1987 · 1988 · 1989 · 1990 · 1991 · 1992 · 1993 · 1994 · 1995 · 1996 · 1997 · 1998 · 1999 · 2000 · 2001 · 2002 · 2003 · 2004 · 2005 · 2006 · 2007 · 2008 · 2009 · 2010 · 2011 · 2012 · 2013 · 2014 · 2015 · 2016 · 2017 · 2018 · 2019 · 2020 · 2021 · 2022 · 2023 · 2024 · 2025